# Elecciones a gobernador de Tokio de 2020
Las elecciones a gobernador de Tokio de 2020 se realizaron el 5 de julio de 2020 en la capital japonesa. Dichas elecciones suponen un voto de confianza para la actual gobernadora Yuriko Koike, que buscaba la reelección en medio de la crisis por la pandemia de coronavirus, así como la ejecución de un plan que pueda activar la metrópoli con la posposición de los Juegos Olímpicos y Paralímpicos hacia 2021.
La gobernadora Koike fue reelegida con alrededor del 60% de los votos, sin mayor oposición de sus rivales.

## Candidatos
En total se han postulado 22 candidatos de diferentes formaciones políticas e independientes, incluyendo la actual gobernadora Koike.
1. Tarō Yamamoto: Reiwa Shinsengumi y apoyado parcialmente por el Partido Democrático para el Pueblo.
2. Yuriko Koike: independiente, pero apoyada por el Komeito, Tomin First no Kai y una fracción del Partido Liberal Democrático.
3. Hiroko Nanami: Partido de la Realización de la Felicidad
4. Kenji Utsunomiya: independiente, pero apoyado por el Partido Democrático Constitucional de Japón, Partido Comunista Japonés, Partido Socialdemócrata, Nuevo Partido Socialista de Japón, Los Verdes y una fracción del Partido Democrático para el Pueblo.
5. Makoto Sakurai: Partido Primero Japón.
6. Hiroshi Komiyama: independiente, pero sugerido por el Partido de la Sonrisa (Mac Akasaka).
7. Taisuke Ono: independiente, pero sugerido por el Nippon Ishin no Kai y el Partido Nuevo.
8. Hideyuki Tanemoto: independiente.
9. Makoto Nishimoto ("Super Crazy-kun"): independiente.
10. Yasuhiro Sekiguchi: independiente.
11. Seiichi Oshikoshi: independiente.
12. Osamu Hattori: Nuevo Partido Horiemon, sugerido por el NHK kara Kokumin o Mamoru Tō.
13. Takashi Tachibana: Nuevo Partido Horiemon, sugerido por el NHK kara Kokumin o Mamoru Tō.
14. Ken'ichirō Saitō: Nuevo Partido Horiemon, sugerido por el NHK kara Kokumin o Mamoru Tō.
15. Teruki Gotō: Partido Transhumanista.
16. Shion Sawa: independiente.
17. Hiroshi Ichikawa: independiente (Shomin to Dōbutsu no Kai).
18. Hitoshi Ishii: independiente.
19. Yasuhiro Nagasawa: independiente.
20. Kazue Ushio: independiente.
21. Masayuki Hiratsuka: Kokumin Shuken-tō.
22. Hisao Naitō: independiente.